# 高倉照幸
高倉 照幸（たかくら てるゆき、1934年12月8日 - 2018年2月12日）は、福岡県北九州市出身のプロ野球選手（外野手）・解説者・評論家。

## 経歴
福岡県北九州市で生まれ、戦時中に熊本県熊本市へ疎開。父が鉄工所を経営していたこともあり、高倉は熊本工業高校を志望したが、願書を出しに行くも2時間前に締め切られていた。高倉は落胆もせず、「それなら…」というわけで、熊本商業高校に切り替えてしまった。
1951年に中堅手として春の選抜に出場。1回戦で浜田高を降すが、準々決勝となった2回戦では、この大会に準優勝した鳴尾高の中田昌宏投手に抑えられ敗退。しかしこの大会唯一の本塁打を放ち注目される。
1952年はエースとして活躍するが甲子園には届かなかった。高校同期に坂本盛明がいる。卒業時に巨人・阪神・西鉄の勧誘を受けた。
1953年に地元の西鉄ライオンズに入団。
1954年には胸部疾患で欠場した塚本悦郎に替わって、強肩俊足を活かしてレギュラー中堅手となり、球団史上初のリーグ優勝に貢献。強肩で同期の豊田泰光からは「バカ肩」と評価されている。当時毎日のエースであった荒巻淳を打ち崩したことをきっかけにサウスポーを得意とし、左殺しとも呼ばれた。同年の中日との日本シリーズでは、前半5試合に中堅手として先発するが18打数4安打に終わった。
1955年には33盗塁の記録を残す。
1956年には35盗塁とチーム最多の数字を残している。
1957年からは1番打者に定着し、豊田泰光・中西太・大下弘・関口清治らと形成する強力打線は「流線型打線」と呼ばれた。稲尾和久が入団した1956年からは3年連続日本一という西鉄の黄金時代を三原脩監督の下で築き上げた。
1958年の巨人との日本シリーズは26打数10安打3打点と活躍、最終第7戦では2回に同点適時打を放ち3年連続日本一に貢献。
1959年にはリーグ5位の打率.304で初めての3割打者となり、ベストナイン（外野手）に選出される。
1960年はシーズン中盤に故障欠場するが復活。
1961年にはリーグ7位の打率.301を記録。
1962年に中西太が選手兼任監督になるとキャプテンに任命され、以後はチーム内外からキャップとのニックネームで親しまれた。
1963年には当時の日本プロ野球タイ記録である6本の先頭打者本塁打を放つなど、通算でも16本記録しており、従来の1番打者のイメージを変えた打者でもあった。1番打者にかかわらず初球を打ってよく安打を放ったことから、切り込み隊長と呼ばれた。同年はチームトップの27本塁打を放つ。
1964年にはリーグ3位の打率.317を記録し2度目のベストナインに選ばれている。同年のオールスターゲーム第1戦では4打数4安打したが、続く第2戦（中日）の1回表にジーン・バッキーが投じたシュートを胸部に受けた。医師の診断では第6、第7肋骨の亀裂骨折で全治1ヶ月の重傷を負った。
1965年のオールスターでは、7月19日の第1戦（後楽園）1回表の1死後に再びバッキーが投げた必殺の内角シュートを、今度は鮮やかにライナーで左前に持っていった。続く第2戦では、決勝点となる二塁打を含む2安打を放ちMVPを獲得した。眼鏡をかけた物静かな風貌は「野武士軍団」といわれた西鉄ライオンズでも異色であったが、西鉄時代の後半には、中西の故障や豊田の移籍もあり打線の中軸を任されることも多くなった。
1966年には11補殺を記録、また同年にはコーチ兼任となる。
1967年には赤字に苦しむ球団の経費節減策の一環として、読売ジャイアンツからの譲渡要請に応じ、宮寺勝利（プラス金銭）との交換トレードで移籍。移籍1年目の同年はONに続く5番・左翼手を任され、ONにもひけを足らない勝負強いバッティングで4割に迫る高打率をキープ。ファンからは「西部からの用心棒」と呼ばれて頼もしがられ、オールスターゲームもファン投票で選出されたが、故障のため辞退。シーズン半ばで右肘関節炎でリタイアし73試合の出場に終わるが、打率.274、15本塁打を記録。特に前半戦での活躍は目覚ましく、巨人の独走優勝に大きく貢献し、阪急との日本シリーズでも日本一を決めた第6戦で2点本塁打を放ち技能賞を獲得。同年10月10日の広島戦（後楽園）で通算1500本安打を達成し、さらにこの試合において巨人は2回から7回にかけて高倉と堀内恒夫、瀧安治、末次利光と合わせて日本プロ野球記録となる6イニング連続本塁打を記録しているが、新記録は7回に高倉が打ったこの日2本目の本塁打によって達成されている。
1968年も開幕から5番打者として起用されるが、故障の影響もあって打撃が低迷。6月末には新人の高田繁が左翼手に定着し、レギュラーを外れる。同年は打率.212・2本塁打と不本意な成績に終わり、オフには球団からコーチ補佐兼スカウトのポストを提示されたとされるが、高倉は従わず自由契約となる。
1969年に西鉄時代の同僚であった豊田がコーチをしていたアトムズへ移籍し、外野の控えや代打として活躍。
1970年には打率.312を記録するが、頭部への死球の後遺症や、監督に中西を招聘するために高倉を戦力外にするとの球団方針もあり、同年限りで現役を引退。
引退後はTBS解説者（1971年）になるが、1年で辞めて福岡に戻る。その後は、冷蔵庫会社の営業部員や、私立探偵社「セントラル・リサーチ」の営業担当などを務めた。
1977年からは福岡市博多区中洲で高級スナックの「キャップ」を経営する。
1979年から数年間はRKB毎日放送で解説者を務め、1970年代後半には西日本スポーツ評論家も務めている。
1988年からは少年野球チーム「福岡南リトルシニア」監督に就任し、その後は会長・総監督を務める。
2014年には文部科学省の生涯スポーツ功労者表彰を受賞。
2016年より西鉄ライオンズOB会長を歴任。1973年に太平洋クラブとなって以降のライオンズOBにも入会してもらおうと、2017年にOB会の名称から「西鉄」を外し「ライオンズOB会」とした。高倉はライオンズの黄金期を後世に長く伝えていきたいとの強い思いを抱くと共に、自身が選手として生きた西鉄だけでなく、その歴史を受け継いだ太平洋クラブやクラウンライター、現在の西武を含めた選手、OBの幅広い交流の場を作る夢を描いていた。
2018年は1月頃から体調を崩して福岡市内の病院に入院していたが、2月12日に心不全のため死去。83歳没。

## 人物
- 当時の西鉄選手に愛好者が多かった、俗に言う『飲む、打つ、買う』のいずれにも興味を示さず、機械いじりを趣味とした。部屋にカメラを大量に並べ、写真を撮るより、分解して再び組み立てることに熱中した。後に機械いじりが高じて、人並み外れた熱烈なカーマニアとなり、フォルクスワーゲン・シボレー・ビュイック・ベンツと、昭和30年代としては異例とも言える1台数百万円する高級な輸入外国車ばかりを何台も買い漁った[7]。やはり運転ではなくエンジンルームの整備を好み、パーツの交換費などで年俸を食いつぶすほどであった。高倉の選手としての全盛時代を考えても、当時としては破格の金銭を車のために注ぎこんでいたと思われる。
- 自宅のトイレの壁2面には、自動車関係の雑誌や写真集がすき間なく積まれていた[3]。夕刊フジの蔵田紘記者が取材で自宅を訪れた際、邦子夫人は「わたしと結婚してからだけでも、今のクルマが32台目。それも1台目を除いて、あとはすべて外車なんですよ」とい語った[3]。蔵田に「一番短かったクルマは?」と問われると、高倉は「ベンツの1泊2日」というのが答えであった[3]。
- 蔵田は握手を求めてグイッと差し出された腕の太さがやたら印象に残っており、第一印象はだるまで、大きく突き出た腹と、眼鏡の奥の細い目が特徴的であった[3]。
- 1958年4月5日、小倉市営球場のこけら落としとなった阪急ブレーブス戦に1番・センターで先発出場したが、第2打席で左膝に死球を受けて退場。車で病院に運ばれたが、先導した白バイが蓋の開いたマンホールに突っ込み、運転していた巡査が左手首骨折と右肩脱臼の大怪我を負った[22]。
- 縁無しの眼鏡がトレードマークであったが、全盛期の1962年、たまたま友人の家を訪れた時に壁に貼ってあった視力検査表を見つけると、遊び半分にしゃもじを使って右目、左目を検査した[3]。完璧な視力であったが、表の下にある乱視用の図では、はっきり「乱視」と答えが出てしまい、その帰り道に眼鏡店に飛び込むと、ドイツ製の7万円もする眼鏡を躊躇なく買った[3]。
- 食卓には当時、珍しかったサラミが並んだ[23]。

## 詳細情報

### 年度別打撃成績
| 年 度      | 球 団             | 試 合 | 打 席 | 打 数 | 得 点 | 安 打 | 二 塁 打 | 三 塁 打 | 本 塁 打 | 塁 打 | 打 点 | 盗 塁 | 盗 塁 死 | 犠 打 | 犠 飛 | 四 球 | 敬 遠 | 死 球 | 三 振 | 併 殺 打 | 打 率 | 出 塁 率 | 長 打 率 | O P S |
| ---------- | ----------------- | ----- | ----- | ----- | ----- | ----- | -------- | -------- | -------- | ----- | ----- | ----- | -------- | ----- | ----- | ----- | ----- | ----- | ----- | -------- | ----- | -------- | -------- | ----- |
| 1953       | 西鉄              | 18    | 17    | 16    | 1     | 3     | 0        | 0        | 0        | 3     | 0     | 0     | 0        | 0     | --    | 1     | --    | 0     | 2     | 0        | .188  | .235     | .188     | .423  |
| 1954       | 西鉄              | 90    | 271   | 255   | 28    | 65    | 15       | 4        | 3        | 97    | 16    | 5     | 6        | 7     | 0     | 7     | --    | 2     | 50    | 3        | .255  | .280     | .380     | .661  |
| 1955       | 西鉄              | 136   | 459   | 427   | 59    | 118   | 18       | 1        | 17       | 189   | 71    | 33    | 9        | 0     | 1     | 27    | 0     | 4     | 57    | 7        | .276  | .325     | .443     | .767  |
| 1956       | 西鉄              | 148   | 471   | 433   | 60    | 112   | 15       | 5        | 9        | 164   | 58    | 35    | 9        | 4     | 1     | 31    | 1     | 2     | 55    | 4        | .259  | .310     | .379     | .689  |
| 1957       | 西鉄              | 120   | 449   | 412   | 76    | 115   | 25       | 3        | 11       | 179   | 40    | 17    | 6        | 7     | 3     | 27    | 0     | 0     | 53    | 3        | .279  | .321     | .434     | .756  |
| 1958       | 西鉄              | 112   | 345   | 308   | 45    | 85    | 16       | 1        | 5        | 118   | 30    | 15    | 5        | 6     | 0     | 24    | 0     | 7     | 66    | 3        | .276  | .342     | .383     | .725  |
| 1959       | 西鉄              | 121   | 474   | 434   | 60    | 132   | 16       | 6        | 5        | 175   | 34    | 17    | 5        | 9     | 3     | 27    | 1     | 1     | 62    | 3        | .304  | .344     | .403     | .747  |
| 1960       | 西鉄              | 80    | 251   | 239   | 23    | 55    | 13       | 1        | 3        | 79    | 24    | 3     | 5        | 3     | 1     | 7     | 0     | 1     | 33    | 7        | .230  | .254     | .331     | .585  |
| 1961       | 西鉄              | 121   | 522   | 485   | 76    | 146   | 23       | 5        | 15       | 224   | 37    | 18    | 9        | 4     | 0     | 29    | 2     | 4     | 65    | 12       | .301  | .346     | .462     | .807  |
| 1962       | 西鉄              | 134   | 545   | 504   | 59    | 148   | 27       | 2        | 12       | 215   | 51    | 10    | 9        | 7     | 3     | 29    | 2     | 2     | 70    | 7        | .294  | .333     | .427     | .759  |
| 1963       | 西鉄              | 143   | 611   | 560   | 80    | 142   | 19       | 3        | 27       | 248   | 62    | 12    | 8        | 7     | 1     | 37    | 2     | 6     | 62    | 12       | .254  | .306     | .443     | .749  |
| 1964       | 西鉄              | 116   | 479   | 436   | 76    | 138   | 21       | 2        | 16       | 211   | 61    | 2     | 4        | 2     | 1     | 37    | 2     | 3     | 45    | 8        | .317  | .373     | .484     | .857  |
| 1965       | 西鉄              | 74    | 304   | 286   | 32    | 76    | 17       | 0        | 9        | 120   | 31    | 1     | 4        | 2     | 0     | 15    | 0     | 1     | 42    | 3        | .266  | .305     | .420     | .724  |
| 1966       | 西鉄              | 121   | 428   | 398   | 43    | 111   | 20       | 3        | 11       | 170   | 36    | 7     | 2        | 1     | 2     | 24    | 3     | 3     | 36    | 7        | .279  | .323     | .427     | .750  |
| 1967       | 巨人              | 73    | 249   | 226   | 30    | 62    | 8        | 2        | 15       | 119   | 44    | 1     | 0        | 1     | 4     | 17    | 0     | 0     | 34    | 11       | .274  | .320     | .527     | .846  |
| 1968       | 巨人              | 56    | 130   | 113   | 12    | 24    | 7        | 0        | 2        | 37    | 9     | 0     | 1        | 0     | 0     | 16    | 1     | 1     | 25    | 2        | .212  | .315     | .327     | .643  |
| 1969       | アトムズ ヤクルト | 62    | 173   | 161   | 13    | 36    | 6        | 0        | 7        | 63    | 20    | 0     | 1        | 0     | 2     | 9     | 0     | 1     | 34    | 4        | .224  | .266     | .391     | .657  |
| 1970       | アトムズ ヤクルト | 68    | 165   | 138   | 9     | 43    | 5        | 0        | 1        | 51    | 17    | 2     | 0        | 2     | 4     | 19    | 2     | 2     | 17    | 1        | .312  | .393     | .370     | .762  |
| 通算：18年 | 通算：18年        | 1793  | 6343  | 5831  | 782   | 1611  | 271      | 38       | 168      | 2462  | 641   | 178   | 83       | 62    | 26    | 383   | 16    | 40    | 808   | 97       | .276  | .324     | .422     | .746  |

- アトムズは、1970年にヤクルト（ヤクルトアトムズ）に球団名を変更

### 表彰
- ベストナイン：3回 （1959年、1964年、1966年）
- 日本シリーズ技能賞：1回 （1967年）
- オールスターゲームMVP：1回 （1965年 第2戦）

### 記録
初記録
- 初出場：1953年3月24日、対阪急ブレーブス戦（小倉豊楽園球場）

節目の記録
- 1000試合出場：1962年6月30日 ※史上71人目

その他の記録
- オールスターゲーム出場：9回 （1956年、1957年、1959年、1961年 - 1966年）

### 背番号
- 31 （1953年）
- 25 （1954年 - 1966年、1969年 - 1970年）
- 10 （1967年 - 1968年）